# Slovenská národná strana (historická)
Slovenská národná strana (česky Slovenská národní strana) byla slovenská národně orientovaná politická strana působící v uherské části Rakousko-Uherska a v Československu v letech 1871–1938. Současná Slovenská národná strana se hlásí k její tradici.

## Historie
Strana se zformovala v 1. pol. 70. let 19. stol. a profilovala se jako reprezentantka národně obranného a národně emancipačního zápasu Slováků v Uhersku po pádu Bachova absolutismu. Za politický program bylo považováno Memorandum národa slovenského.
Do roku 1901 vedla strana pasivní politiku, později kladla jazykové a kulturní požadavky slovenského národa. Na přelomu 19. a 20. stol. se ve straně objevovaly tři hlavní směry: martinské konzervativní křídlo představované Svetozárem Hurbanem-Vajanským, hlasistické křídlo představovaném Vavro Šrobárem a Pavlem Blahou a klerikální křídlo představované Andrejem Hlinkou.
30. října 1918 se Slovenská národní strana podílela na ustavení Slovenské národní rady a předseda SNS Matúš Dula se stal zároveň předsedou SNR. Za první republiky byla již strana politicky nevýrazná. V roce 1938 většina členů vstoupila do Hlinkovy slovenské ľudové strany. Vedení strany v čele s Jánem Paulíny-Tóthem odmítlo začlenit stranu do Hlinkovy slovenské ľudové strany, a tak byla strana 25. listopadu 1938 slovenským ministerstvem vnitra pod vedením Jozefa Tisa zakázána.
Po roce 1989 došlo k obnovení strany jako Slovenská národná strana. Ta byla přihlášena na ministerstvu vnitra 7. března 1990 a hlásí se ke křesťanské a národní orientaci a k cyrilometodějské tradici. Působila ve prospěch oddělení Slovenska od ČSFR.

## Seznam předsedů strany
- Viliam Pauliny-Tóth (1871–1875)
- Pavol Mudroň (1877–1914)
- Matúš Dula (1914–1918)
- Emil Stodola (1921–1922)
- Gustáv Bežo (1922–1925)
- Martin Rázus (1929–1937)
- Miloš Vančo (1937–1938)
- Ján Paulíny-Tóth (1938)

## Významní členové strany
- Pavel Blaho
- Martin Čulen
- Štefan Marko Daxner
- Ján Francisci-Rimavský
- Jozef Gregor-Tajovský
- Andrej Hlinka
- Milan Hodža
- Svetozár Hurban-Vajanský
- Karol Anton Medvecký
- Martin Rázus
- Vavro Šrobár

## Volební výsledky

### Volby v Rakousku-Uhersku

#### Volby do Uherského sněmu
| Volby | Hlasy | Hlasy | Mandáty | Mandáty | Pozice | Pozice  |
| Volby | Počet | %     | Počet   | ±       | Pozice | Pozice  |
| ----- | ----- | ----- | ------- | ------- | ------ | ------- |
| 1901  |       |       | 4/413   | ▲4      | ▲5.    | Opozice |
| 1905  |       |       | 1/413   | ▼3      | ▼9.    | Opozice |
| 1905  |       |       | 7/413   | ▲6      | ▲6.    | Opozice |
| 1910  |       |       | 3/413   | ▼4      | ▼9.    | Opozice |

### Volby v Československu

#### Volby do poslanecké sněmovny
| Volby | Počet hlasů | Hlasy v % | Počet mandátů |
| ----- | ----------- | --------- | ------------- |
| 1925  | 35 435      | 0,5 %     | 0             |
| 19291 | 359 547     | 4,9 %     | 15            |
| 19352 | 564 273     | 6,86 %    | 22            |

#### Volby do senátu
| Volby | Počet hlasů | Hlasy v % | Počet mandátů |
| ----- | ----------- | --------- | ------------- |
| 19352 | 495 166     | 6,80 %    | 11            |

- 1Členové SNS se účastnili voleb na kandidátce Československé národní demokracie.
- 2SNS vstoupila do Autonomistického bloku spolu s HSĽS a Polskou stranou v Československu.

#### Volby do zemského zastupitelstva Slovenska
| Volby | Hlasy  | Hlasy | Mandáty | Mandáty | Pozice |
| Volby | Počet  | %     | Počet   | ±       | Pozice |
| ----- | ------ | ----- | ------- | ------- | ------ |
| 1928  | 31 679 | 2,5   | 1/36    | ▲1      | ▲10.   |
| 1935  | 40 965 | 2,7   | 1/36    | ▬0      | ▲7.    |